# Berlin-Grunewald
Grunewald ist ein Ortsteil im Westen des Berliner Bezirks Charlottenburg-Wilmersdorf. Er wurde nach dem gleichnamigen Forst Grunewald benannt. Der Ortsteil zählt zu den wohlhabendsten Gebieten Berlins.

## Geografische Lage
Grunewald grenzt im Norden und Osten an die Ortsteile Westend, Halensee und Schmargendorf, im Süden an den Nachbarbezirk Steglitz-Zehlendorf mit den Ortsteilen Dahlem, Zehlendorf und Nikolassee. Die Havel bildet die westliche Grenze des Ortsteils Grunewald.
Der Ortsteil liegt im Zentrum des Berliner Villenbogens, der sich von Lichterfelde West südwestlich über Dahlem und Grunewald bis nach Westend erstreckt. Der größte Teil des Ortsteils wird von dem Forst Grunewald eingenommen.

## Geschichte

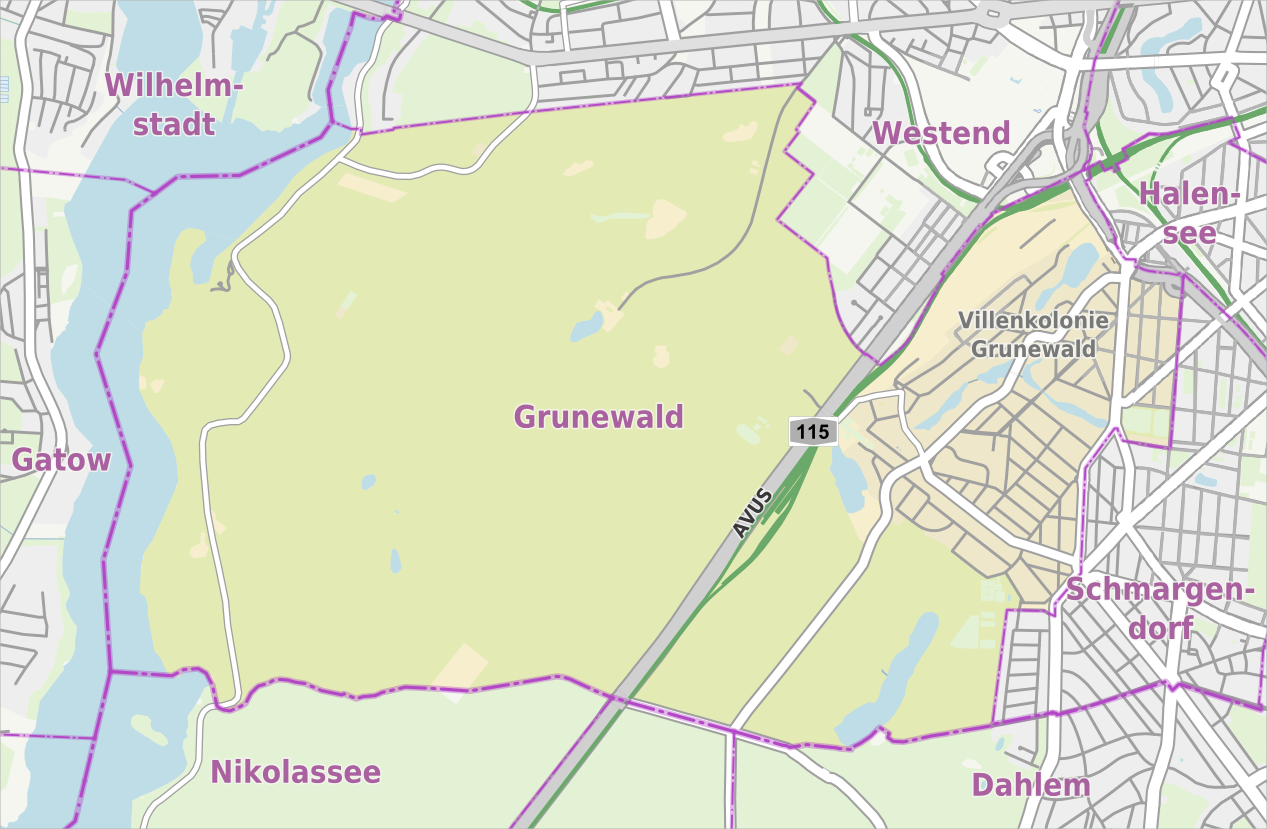
Ortsteil Grunewald

In den 1880er Jahren verkaufte der preußische Staat nach persönlicher Intervention von Reichskanzler Otto von Bismarck 234 Hektar des Forstes Grunewald an die Kurfürstendamm-Gesellschaft, ein Bankenkonsortium, das sich zum Ziel gesetzt hatte, nach dem Muster der überaus erfolgreichen Villenkolonien Alsen und Lichterfelde ein noch aufwändiger angelegtes Wohnviertel zu errichten. Wie in vielen Städten spielte auch hier die meist vorherrschende Westwindwetterlage eine Rolle, da die Abgase des Gewerbes und der Hausfeuerungen in die entgegengesetzte Richtung geweht werden. In diesem Zusammenhang wurde auch der Kurfürstendamm ausgebaut, und so entstand ab 1889 an seinem westlichen Ende ein neues nobles Wohnviertel, die Villenkolonie Grunewald, später auch inoffiziell „Millionärskolonie Grunewald“ genannt. Am 15. August 1898 wurde die Villenkolonie Grunewald durch Königlichen Erlass zur Landgemeinde erhoben.
Aufgrund baulicher Vorgaben waren große Grundstücke erforderlich, die nur zu einem geringen Teil bebaut sein durften. Grunewald entwickelte sich mit einer stilistisch sehr heterogenen Villenbebauung zu einer der wohlhabendsten Wohngegenden Berlins. Um 1870 wurden die künstlichen, in der glazialen Rinne der Grunewaldseenkette liegenden Seen Hubertussee (vorher: Torffenn), Herthasee (Rundes Fenn), Koenigssee (Langes Fenn) und Dianasee (Diebsloch) ausgehoben und über artesische Brunnen mit Wasser gefüllt. Sie wurden entlang des ehemals sumpfigen Geländes angelegt. Man erreichte damit gleichzeitig zwei Dinge: Zum einen beseitigte man damit Moorgebiete (Fenns), die man als Infektionsherde fürchtete, zum anderen entstanden gleichzeitig Attraktionen für die potenziellen Bewohner, da sich die Villen um die Seen gruppierten und die Seeufer sowie die Hangbereiche frei von jeder Bebauung blieben und zu privaten Garten- und Parkanlagen wurden. In großer Zahl wählten Unternehmer, Bankiers, Akademiker und Künstler, oft jüdischer Religion, das inzwischen attraktive Gelände zum Wohngebiet.
Die für die Baumaßnahmen notwendigen Rodungen und die daraus resultierenden Holzverkäufe fanden ihren Niederschlag in dem Berliner Gassenhauer Im Grunewald, im Grunewald ist Holzauktion, der um 1892 entstand.

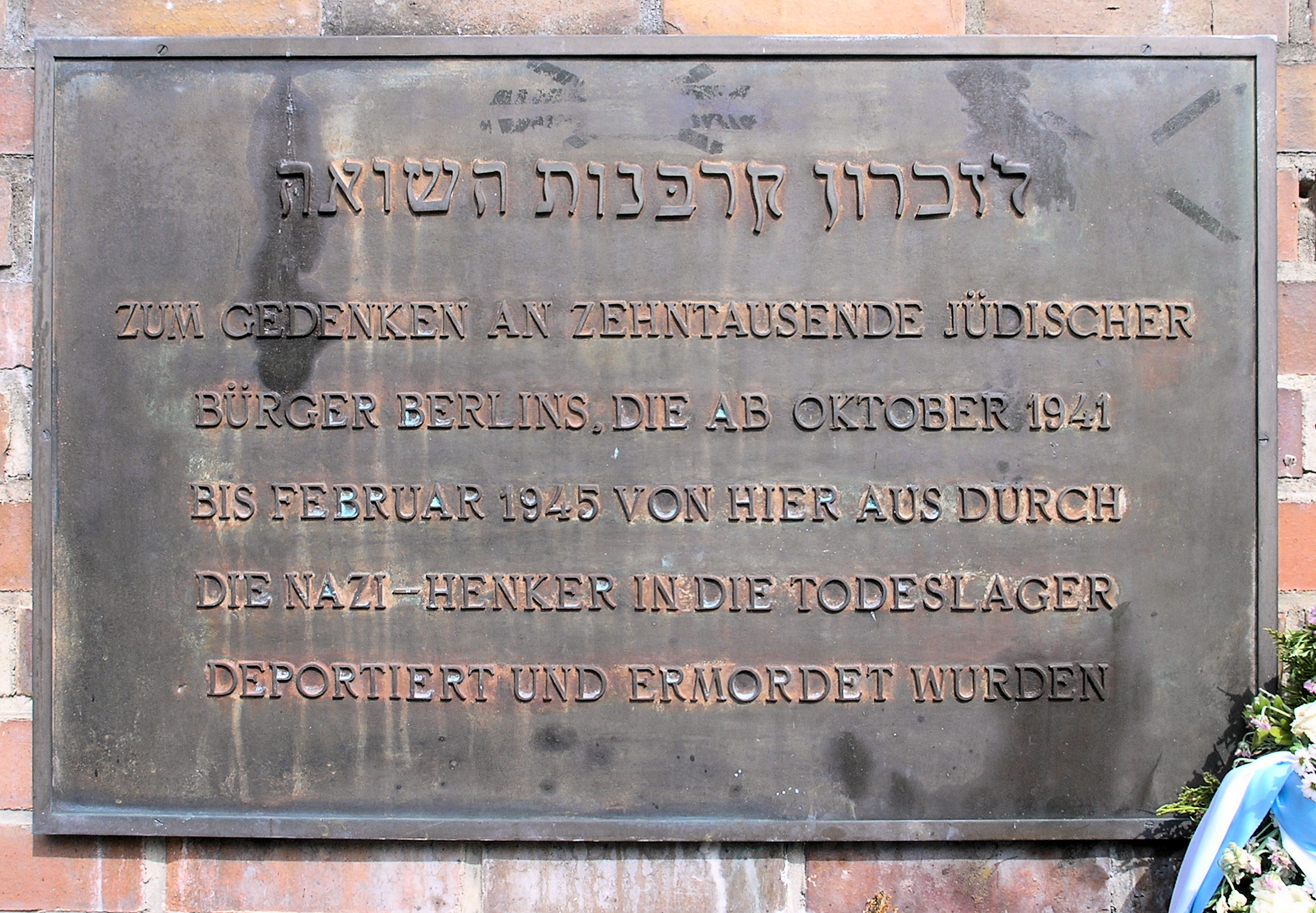
Gedenktafel am Bahnhof Grunewald für die von hier in die Todeslager deportierten Juden

Bei der Eingemeindung aus dem Kreis Teltow nach Groß-Berlin 1920 wurden 6449 Einwohner in der Landgemeinde Berlin-Grunewald und 507 Einwohner im Forstgutsbezirk Berlin-Grunewald gezählt.
Im Zuge der Berliner Gebietsreform von 1938 kam ein großer Teil des Ortsteils vom Bezirk Wilmersdorf dem Bezirk Zehlendorf hinzu. Die Siedlung Eichkamp hingegen kam vom Bezirk Charlottenburg dem Bezirk Wilmersdorf, und damit dem Ortsteil Grunewald, hinzu.
Vom Bahnhof Grunewald aus erfolgte während der Shoah ab Oktober 1941 die Deportation der Berliner Juden vorwiegend in östlich gelegene Konzentrations- und Vernichtungslager. Hieran erinnert seit 1998 das Mahnmal Gleis 17.
Durch alliierte Luftangriffe im Zweiten Weltkrieg gerissene Lücken in der Bausubstanz wurden mit Ein- und Mehrfamilienhäusern der Nachkriegsarchitektur gefüllt. Während der Teilung Berlins lag Grunewald im Britischen Sektor.
In den Nachkriegsjahren wurde im Grunewald aus Schutt und Trümmern der zerstörten Innenstadtviertel auf dem Gelände der unvollendeten und verlassenen Wehrtechnischen Fakultät der Nationalsozialisten der Teufelsberg aufgeschüttet, benannt nach dem nahegelegenen Teufelssee. Der Teufelsberg ist heute die zweithöchste Erhebung Berlins. Während des Kalten Krieges errichteten die US-Streitkräfte auf dem Gipfel des Berges eine Flugüberwachungs- und Abhörstation. Nach dem Mauerfall und dem Abzug der Alliierten verfiel die markante Anlage zur Ruine. Aktuell steht das Gebäude leer. Inzwischen werden Führungen angeboten, die auch explizit auf die in den Nachwendejahren entstandene Streetart in und an den Gebäuden hinweisen.
Bewohner des Ortsteils leben sprachlich korrekt in (nicht im) Grunewald.

## Bevölkerung
| Jahr | Einwohner |
| ---- | --------- |
| 1880 | 0140      |
| 1890 | 0368      |
| 1900 | 03.230    |
| 1910 | 05.563    |
| 1919 | 06.649    |
| 1930 | 11.312    |
| 1938 | 12.961    |

| Jahr | Einwohner |
| ---- | --------- |
| 1946 | 13.235    |
| 1950 | 09.848    |
| 1960 | 11.015    |
| 1970 | 12.580    |
| 1987 | 12.860    |
| 2000 | 11.487    |

| Jahr | Einwohner |
| ---- | --------- |
| 2007 | 10.095    |
| 2010 | 11.515    |
| 2015 | 10.444    |
| 2020 | 11.176    |
| 2021 | 10.954    |
| 2022 | 11.269    |
| 2023 | 11.213    |
| 2024 | 11.154    |

Quellen: 1871–1919 Gross-Berlin: Geographie der Weltstadt, Friedrich Leyden 1933; 1930–1987 Statistisches Jahrbuch von Berlin (jeweilige Jahre); ab 2007 Einwohnerregisterstatistik Berlin Amt für Statistik Berlin-Brandenburg (jeweilige Jahre)

## Sehenswürdigkeiten
- Grunewaldturm
- Bahnhof Grunewald mit dem Mahnmal Gleis 17
- Bismarckdenkmal am Bismarkplatz
- Villa Harteneck
- Villa Konschewski
- Villa Kemmann
- St.-Michaels-Heim (ehemals: Palais Mendelssohn)
- Villa Nathan Samuel / Leo Czapski
- Villa Noelle
- Löwenpalais
- Schildhorndenkmal
- Schlosshotel im Grunewald (ehemals: Palais Pannwitz)
- Steffi-Graf-Stadion
- Teufelsberg mit Abhöranlage der US-Armee
- Villa Walther
- Wohnhaus von Walther Rathenau
- Wissenschaftskolleg zu Berlin (ehemals: Villa Linde)

 Sakralbauten 

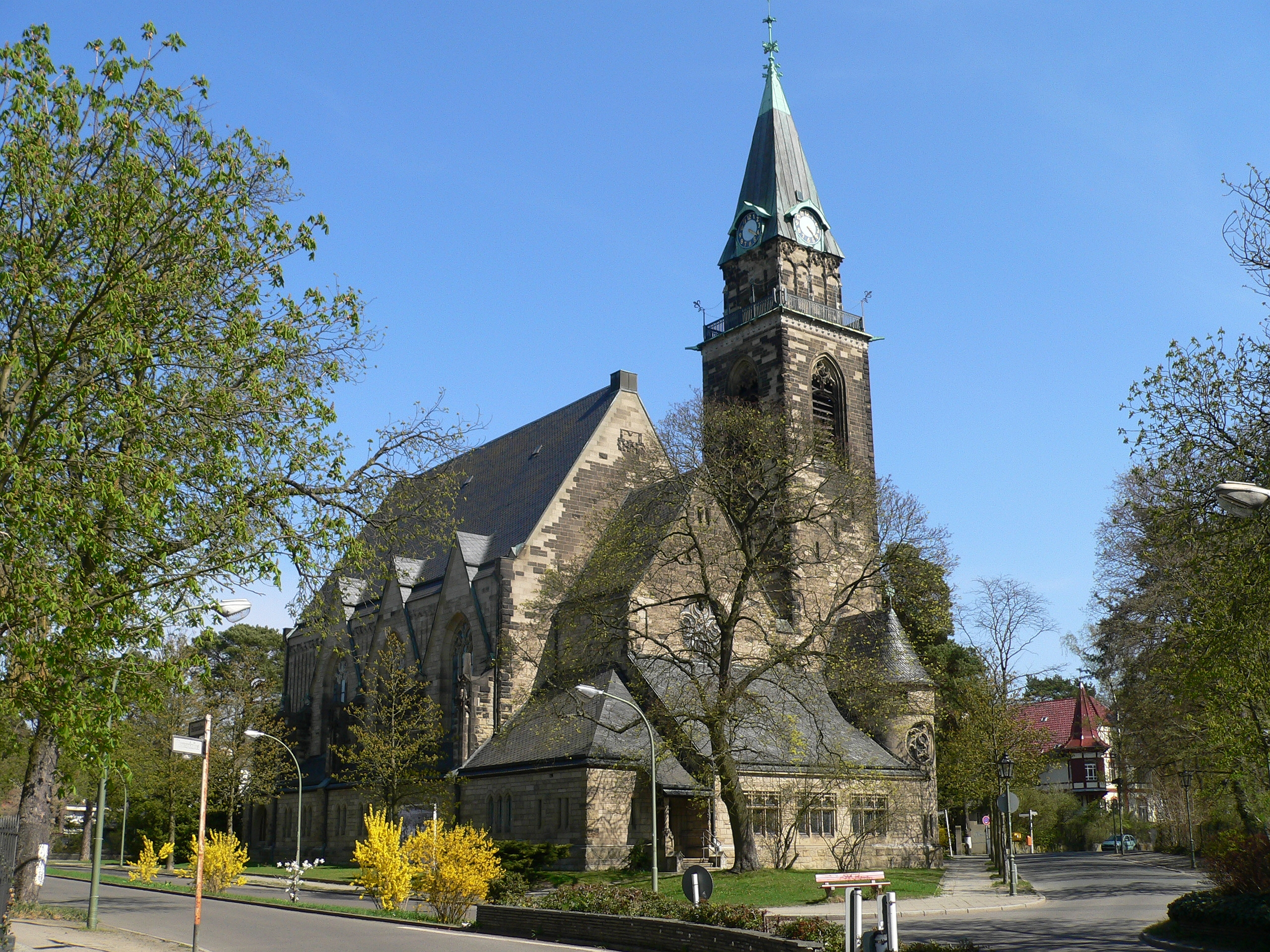
Grunewaldkirche in der Bismarckallee

- Katholische St.-Karl-Borromäus-Kirche
- Evangelische Grunewaldkirche

 Diplomatische Vertretungen

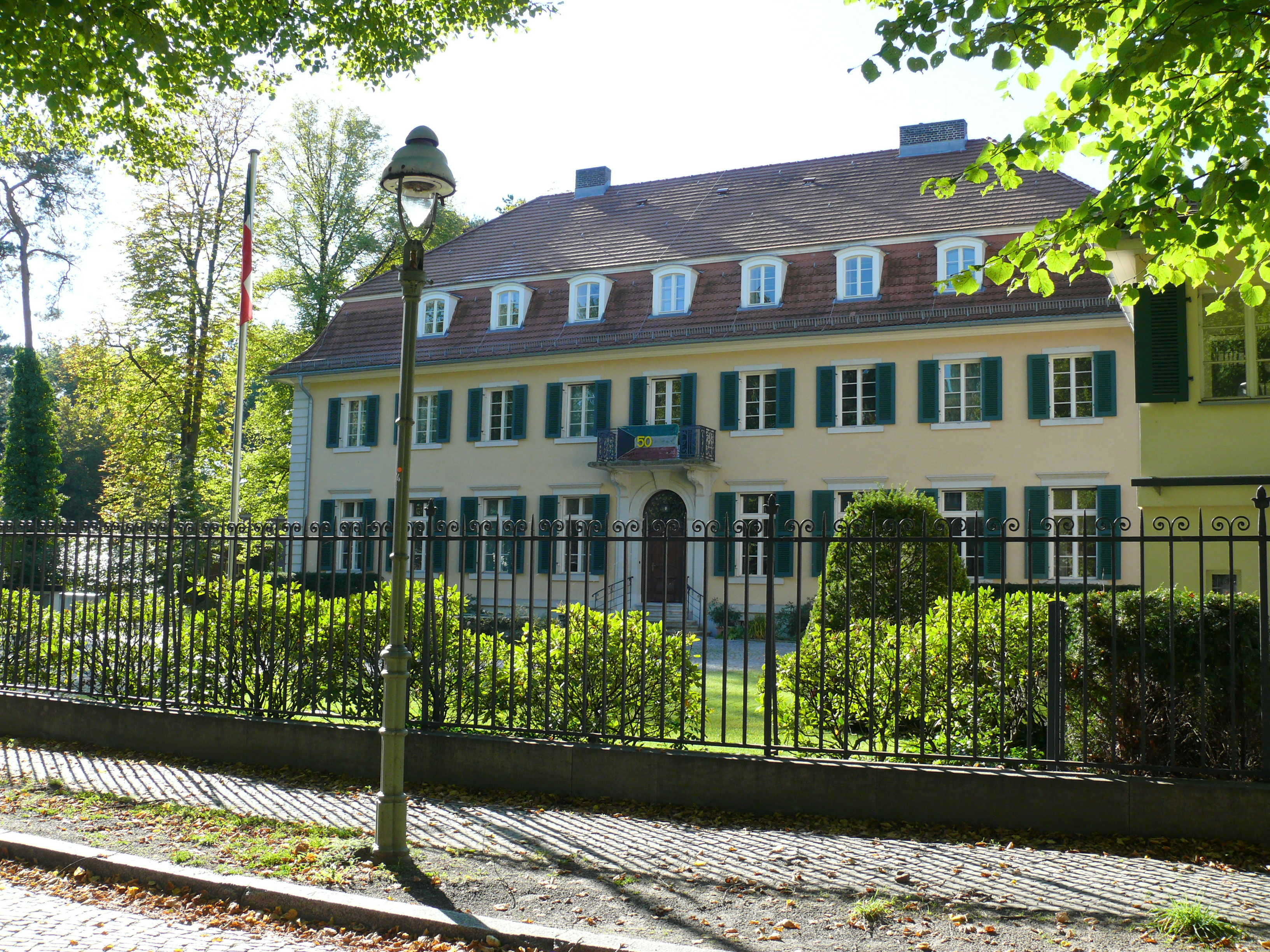
Botschaft des Emirats Kuwait

In Grunewald befinden sich die Botschaften der Länder
- Afghanistan
- Aserbaidschan
- Elfenbeinküste
- Katar
- Kuwait
- Laos
- Nordmazedonien
- Polen (vorübergehend)
- Serbien
- Kosovo

## Verkehr

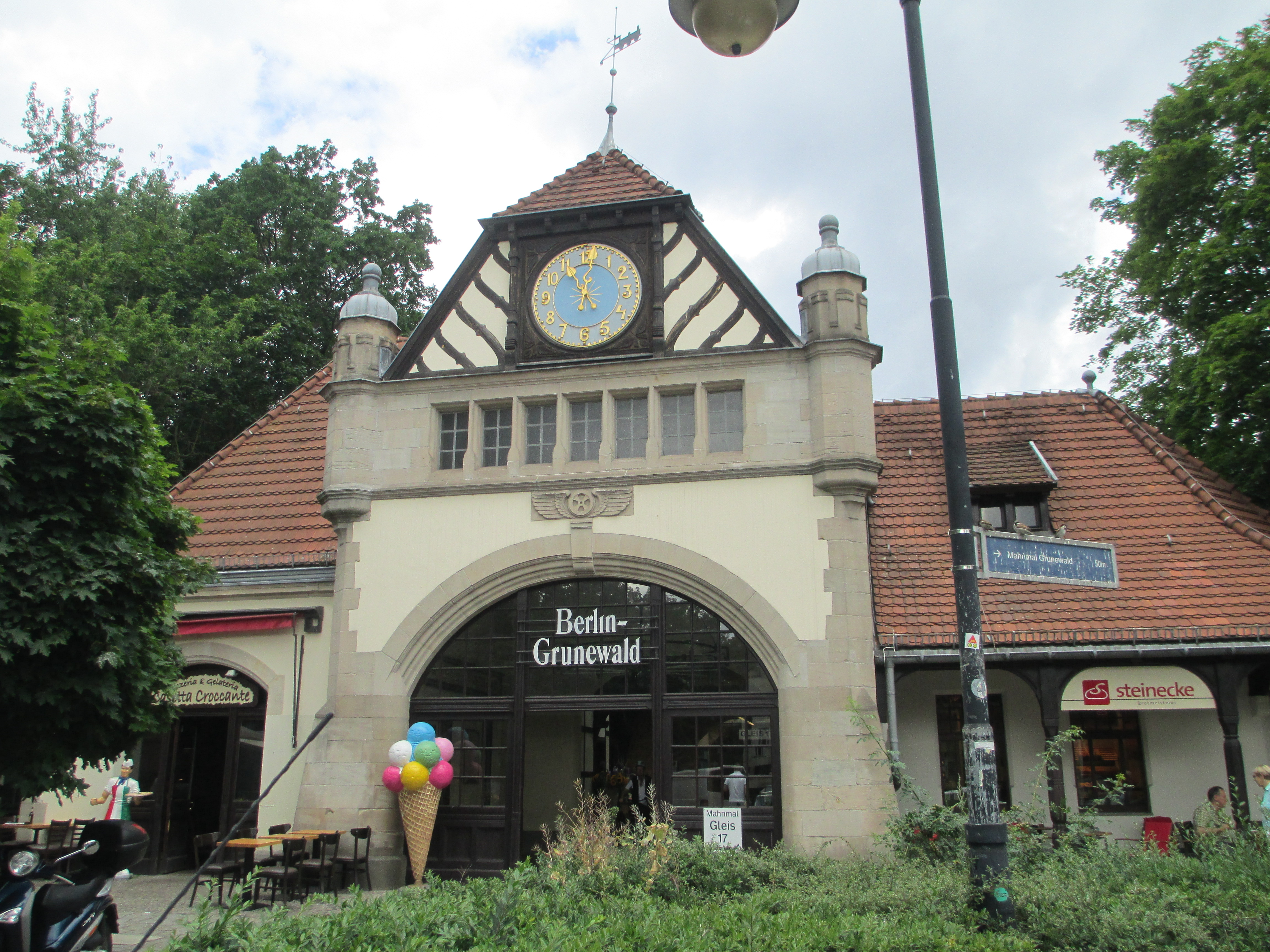
Bahnhof Grunewald

Der Bahnhof Grunewald wird von der S-Bahn-Linie S7 bedient. Diese Linie verbindet Ahrensfelde, die historische Mitte und die City West Berlins mit Potsdam.
Am Ostende des Ortsteils beginnt am Rathenauplatz der Kurfürstendamm, der von hier durch die gesamte City West führt und am Breitscheidplatz mit der Kaiser-Wilhelm-Gedächtniskirche in Charlottenburg endet. Ebenfalls vom Rathenauplatz ausgehend befindet sich eine Autobahnanschlussstelle des Berliner Stadtrings A 100.
Die AVUS, die vom Stadtring am Dreieck Funkturm zur Spanischen Allee in Nikolasee und weiter als A 115 zum Berliner Ring (A 10) führt, verläuft westlich parallel zu den Gleisen der S-Bahn. Die AVUS ist die Hauptverbindung für den Individualverkehr zwischen der Berliner Innenstadt und den Villenvororten am Großen Wannsee und Potsdam. Sie war 1921 die erste Autobahn der Welt. Sie teilt den Ortsteil Grunewald in zwei Hälften, wobei sich auf der östlichen Seite die Villenkolonie Grunewald befindet und auf der westlichen Seite der gleichnamige, beinahe unbewohnte Forst Grunwald. Anlässlich der Olympischen Sommerspiele 1936 verliefen sowohl der Marathonkurs als auch der Kurs des Straßenradrennens über die AVUS.

## Bildung
- Grunewald-Grundschule
- Hildegard-Wegscheider-Gymnasium
- Walther-Rathenau-Gymnasium
- Europäische Akademie Berlin
- Naturschutzzentrum Ökowerk Berlin

## Persönlichkeiten
Der Ortsteil hatte und hat viele prominente Bewohner aus Politik, Wissenschaft, Kultur und Wirtschaft:

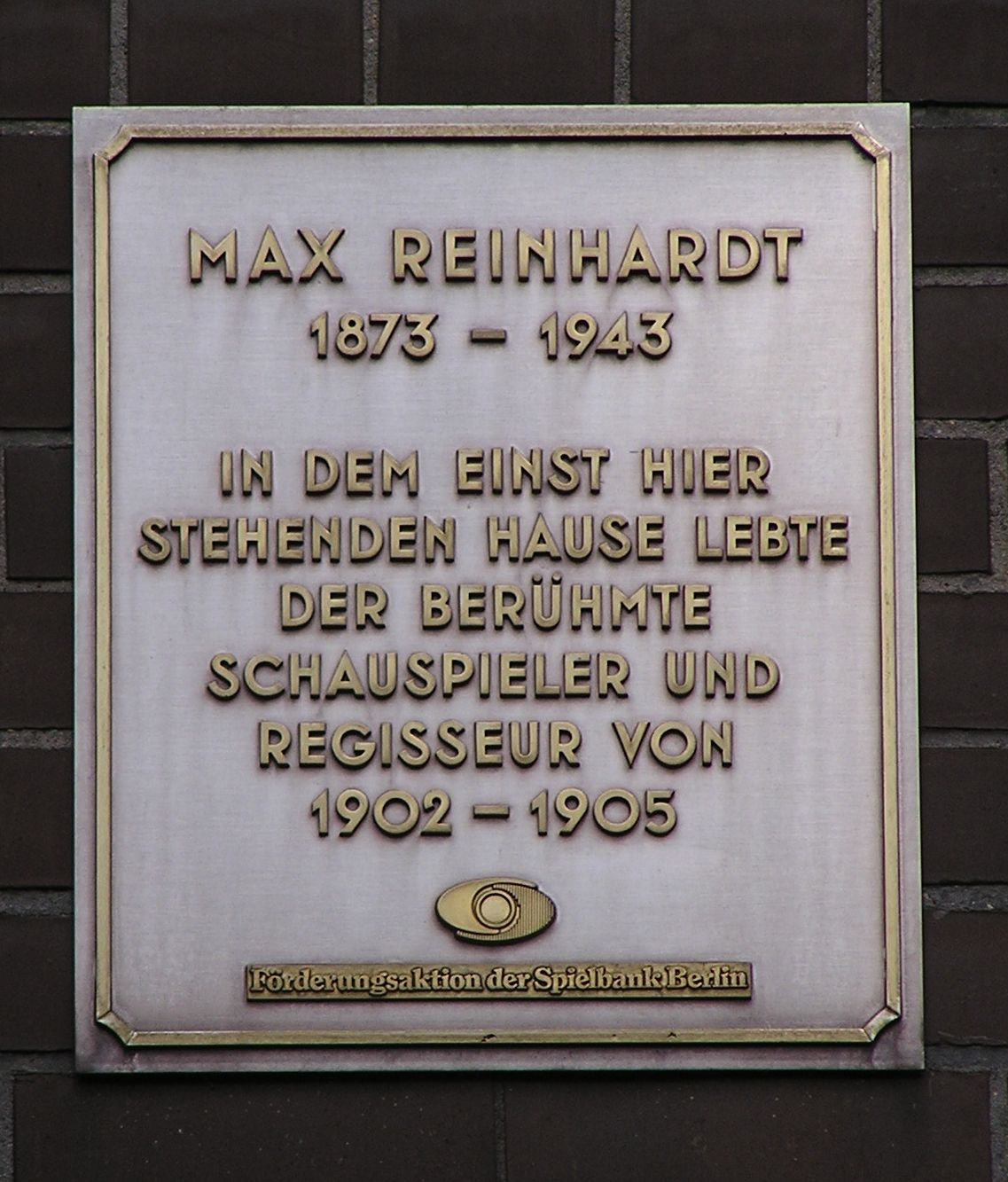
Gedenktafel für Max Reinhardt am Haus Fontanestraße 8

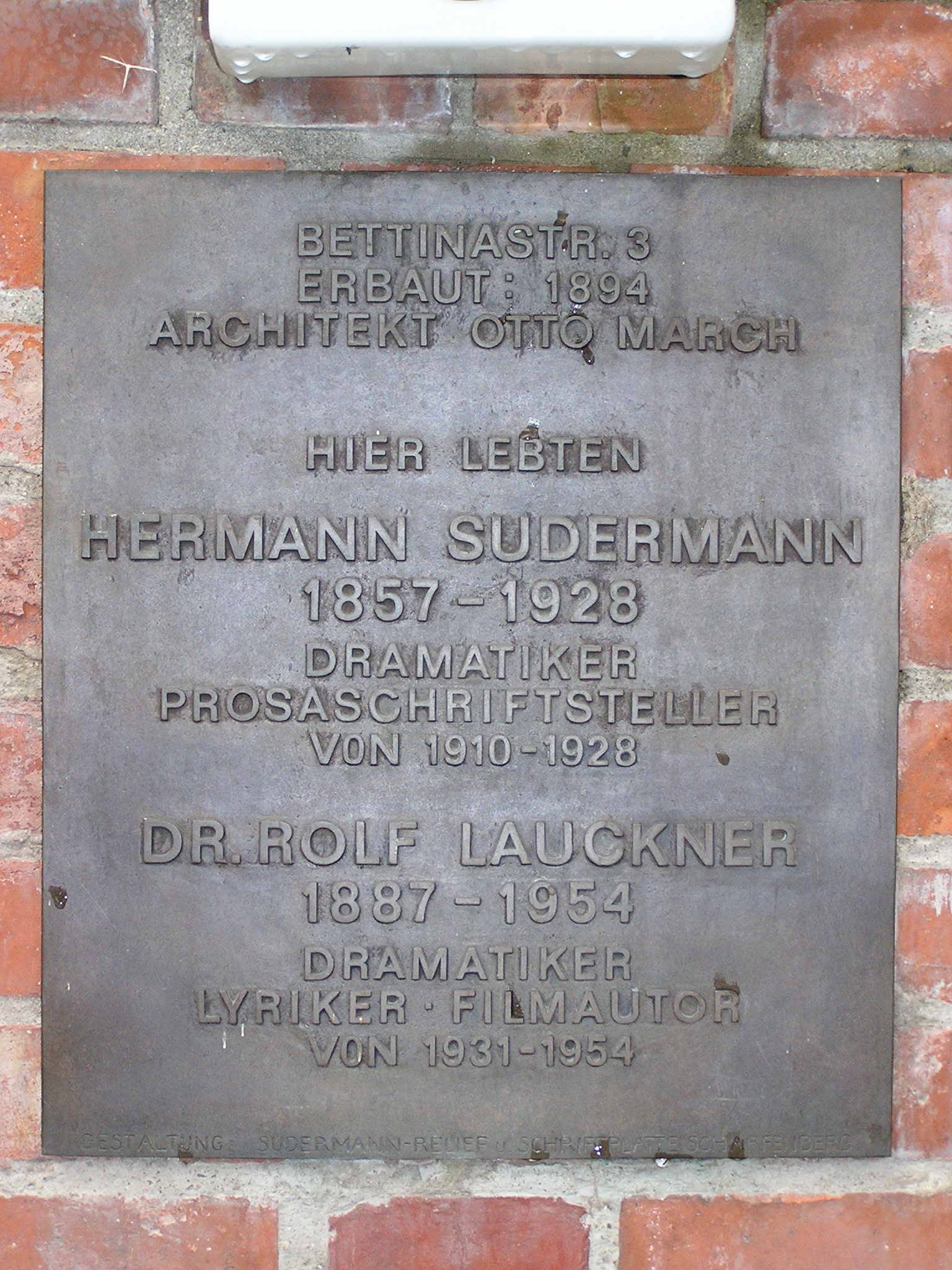
Gedenktafel für Hermann Sudermann und Rolf Lauckner am Haus Bettinastraße 3

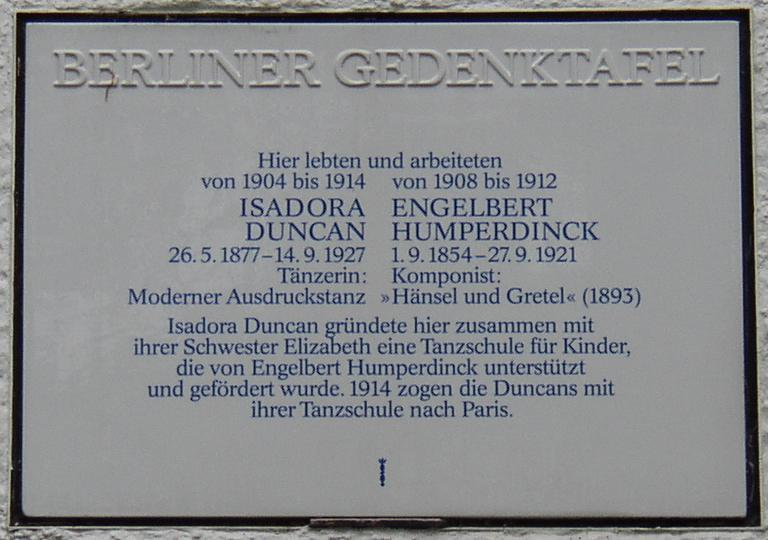
Gedenktafel für Isadora Duncan und Engelbert Humperdinck

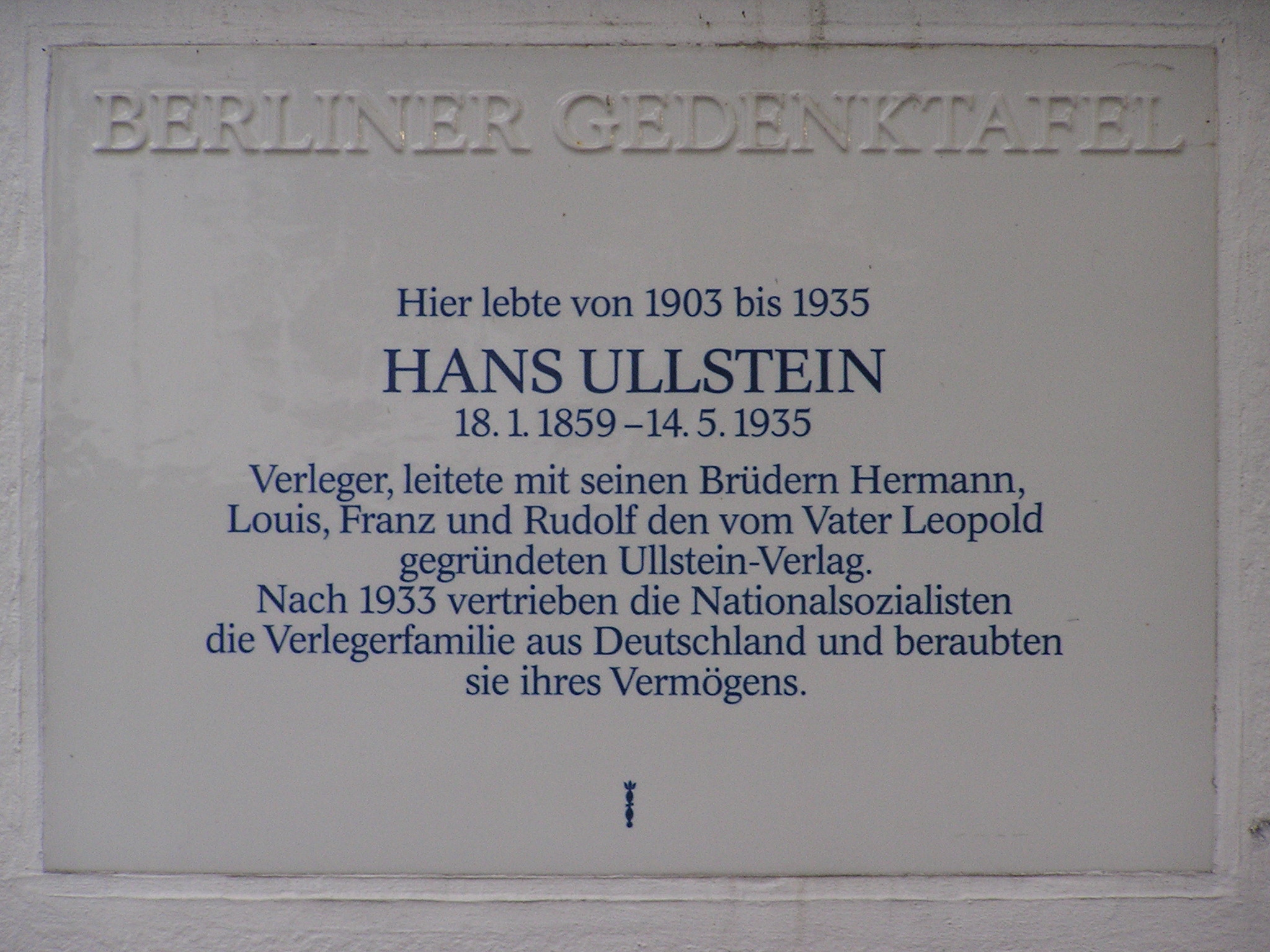
Gedenktafel für Hans Ullstein am Haus Bettinastraße 4

- Gustav Ahrens, 1894–1914: Schwedlerstraße 4–6
- Max Alsberg, 1925–1933: Richard-Strauss-Straße 22
- Fritz Ascher, 1942–1945: Lassenstraße 28, 1945–1970: Bismarckallee 26
- Berthold Auerbach, wohnte ab 1859 in der später nach ihm benannten Auerbachstraße; 1938 änderte die nationalsozialistische Bezirksverwaltung diesen Straßennamen wegen der jüdischen Abkunft Auerbachs nach dem vogtländischen Ort Auerbach in „Auerbacher Straße“.
- Ingeborg Bachmann, Hasensprung 2 und Koenigsallee 35[7]
- Friedrich Bär, Humboldtstraße 13
- Michael Ballhaus, Wangenheimstraße 20
- Vicki Baum, 1926–1932: Koenigsallee 43–45
- Walter Benjamin, 1913–1928: Delbrückstraße 23
- Jack O. Bennett, 1974–2001: Trabener Straße 68a
- Jeanette Biedermann, Koenigsallee
- Leo Blumenreich, Wildpfad 28
- Siegmund Bodenheimer, Richard-Strauss-Straße 29–33
- Dietrich Bonhoeffer, Wangenheimstraße 14
- Karl Bonhoeffer, 1916–1935: Wangenheimstraße 14
- Artur „Atze“ Brauner, Koenigsallee 18
- Arno Breker, 1940: Koenigsallee 65
- Emil Bücherl, Wangenheimstraße
- Eva Cassirer, Wildpfad 28
- Sarah Connor, seit 2010
- Emma Cotta, Auguste-Viktoria-Straße 4, danach 1945–1957: Caspar-Theyß-Straße 14
- Hans Delbrück, Kunz-Buntschuh-Straße 4
- Isadora Duncan, Trabener Straße 16
- Werner Eisbrenner, Bismarckallee 32a
- Gisela Fackeldey
- Lyonel Feininger, 1908–1913: Königstraße 32
- Lion Feuchtwanger, 1930–1933: Regerstraße 8
- Joschka Fischer
- Samuel Fischer, Erdener Straße 8
- Carl Fürstenberg, Koenigsallee 53
- Joachim Gottschalk, Seebergsteig 2 (seit 2003: Toni-Lessler-Straße)
- Gustaf Gründgens, bis 1937: Hagenstraße 31a
- Maximilian Harden, 1894–1923: Wernerstraße 16
- Adolf von Harnack, 1911–1930: Kunz-Buntschuh-Straße 2[8]
- Gerhart Hauptmann, Trabener Straße 54 und Hubertusallee
- Johannes Heesters, 1936–1943 und nach 1946: Hubertusbader Straße 16
- Hilde Hildebrand, bis 1976: Bismarckallee 22
- Heinrich Himmler, Hagenstraße 22[9]
- Christian Kraft zu Hohenlohe-Öhringen, Humboldtstraße 22
- Marianne Hoppe, Caspar-Theyss-Straße 14
- Camilla Horn, 1936–1937: Knausstraße 10–12
- Engelbert Humperdinck, 1901–1912: Trabener Straße 16
- Harald Juhnke, Richard-Strauss-Straße 26 / Lassenstraße 1
- Curd Jürgens, Douglasstraße 13–15
- Helmut Käutner, Koenigsallee 18g
- Alfred Kerr und seine Frau Julia, 1910–1921: Gneiststraße 9, 1921–1929: Höhmannstraße 6 und 1929–1933: Douglasstraße 10
- Michael Kerr, 1921: Gneiststraße 9, 1921–1929: Höhmannstraße 6 und 1929–1933: Douglasstraße 10
- Judith Kerr, 1923–1929: Höhmannstraße 6 und 1929–1933: Douglasstraße 10
- Harry Graf Kessler, 1925–1930: Höhmannstraße 6
- Erich Kips, 1912–1915, Herthastraße 20
- Hildegard Knef, Bettinastraße 12, Brahmsstraße 12
- Felix Koenigs, in der nach ihm benannten Koenigsallee 1
- Viktor de Kowa, Königsmarckstraße 9
- Fritz Kreisler, 1924–1939: Bismarckallee 32a
- Klaus-Rüdiger Landowsky, Fontanestraße
- Helene Lange, Kunz-Buntschuh-Straße 7
- Else Lasker-Schüler, 1913: Humboldtstraße 13
- Rolf Lauckner, 1931–1954: Bettinastraße 3
- Lilli Lehmann, 1891–1929: Herbertstraße 20
- Otto Lessing, 1894–1910: Wangenheimstraße 10 und Atelier Caspar-Theyß-Straße 12
- Richard Löwenthal, 1963–1991: Höhmannstraße 8
- Harry Meyen, Winkler Straße 22
- Franz von Mendelssohn der Jüngere, 1899–1935: Bismarckallee 23, „Mendelssohn-Palais“
- Brigitte Mira, 1970–2005: Koenigsallee 83
- Friedrich Wilhelm Murnau, 1919–1929: Douglasstraße 22
- Ernst Noelle, 1901–1922: Winkler Straße 10
- Igor Oberberg, Oberhaardter Weg 33
- Friedrich Olbricht, 1942–1944: Wildpfad 24[10]
- Alexander Oppler und Ernst Oppler: Hagenstraße 8
- Max Pechstein, 1945–1955: Hubertusallee 18
- Max Planck, 1905–1944: Wangenheimstraße 21
- Arthur Pohl, 1958–1970: Koenigsallee 30–32
- Hermann Priebe, 1905–1949:  Bismarckallee
- Walther Rathenau, 1910–1922: Koenigsallee 65
- Max Reinhardt, 1902–1905: Fontanestraße 8
- Ferdinand Sauerbruch, 1939–1951: Herthastraße 11
- Peter Schamoni, 1967–1998: Furtwänglerstraße 19
- Ulrich Schamoni, 1967–1998: Furtwänglerstraße 19
- Walter von Schleinitz,
- Romy Schneider,  Winkler Straße 22
- Angelika Schrobsdorff, wuchs in einer Villa am Johannaplatz auf.[11] Den Lebensabend verbrachte sie in Schmargendorf exakt an der Grenze zu Grunewald und zehn Minuten Fußweg vom Johannaplatz entfernt.
- Olli Schulz
- Hermann Amandus Schwarz, Humboldtstraße 33
- Nicolaus Sombart, Humboldtstraße 35a
- Werner Sombart,  Humboldtstraße 35a
- Hermann Sudermann, 1910–1928: Bettinastraße 3
- Louis Ullstein, Höhmannstraße 10
- Grethe Weiser, Herthastraße 17a
- Bernhard Wieck, 1891–1913: Herthastraße 4
- Paul Wittig, 1899–1943: Menzelstraße 26–28, Dachsberg 9, Knausstraße 4–6